# Епархия Калая
Епархия Калая (лат. Dioecesis Kalayensis) — епархия Римско-Католической церкви с центром в городе Калай, Мьянма. Епархия Калая входит в митрополию Мандалая. Кафедральным собором епархии Калая является церковь Пресвятой Девы Марии. Епархия расположена в штате Чин.

## История
22 мая 2010 года Римский папа Бенедикт XVI издал буллу Ad aptius fovendum, которой учредил епархию Калая, выделив её из епархии Хакхи.

## Ординарии епархии
- епископ Felix Lian Khen Thang (22.05.2010 — по настоящее время).

## Источник
- Annuario Pontificio, Ватикан, 2007
- Bolla Ad aptius fovendum, AAS 102 (2010), стр. 442  (лат.)